# Mohammad Mohammadi-Malayeri
Pour les articles homonymes, voir Mohammadi.
Mohammad Mohammadi-Malayeri (en persan : محمد محمدی ملایری), est un historien iranien, linguiste et spécialiste de littérature. Il est l'auteur de nombreux ouvrages et articles portant sur les langues (arabe et persan) et la littérature comparées et sur l'histoire iranienne notamment la période de transition entre l'Empire sassanide et l'ère islamique. Il a enseigné à l'Université Américaine de Beyrouth, l'Université Libanaise et l'Université de Téhéran, où il occupait le poste de doyen de la Faculté des sciences théologiques. Il est surtout connu pour son œuvre composée de cinq volumes intitulée Culture et histoire iraniennes au cours de la période de transition entre l’ère sassanide et l'ère islamique.

## Biographie
Mohammad Mohammadi-Malayeri est né à Hedayatollah Najafi en 1911 à Malayer[pas clair] à l'ouest de l'Iran. Son père était le Marjae régional Taqlid et Hakem Shar (chef religieux et juge de charia). En 1934, il s'est inscrit à la Faculté des sciences théologiques à l'Université qui était créé récemment à Téhéran (spécialité : littérature arabe). Il a occupé la première place dans sa classe et il a reçu un diplôme de licence en 1937. À la suite d'un accord avec l'Université américaine de Beyrouth (AUB) afin d'établir un département des études de langue persan, il a été désigné par le Ministère de l'éducation et de la culture à Téhéran pour enseigner la langue et la littérature persane a l’AUB et poursuivre ses études en littérature arabe. Il a obtenu son doctorat de l'AUB en 1942.

### Carrière
À son retour a Téhéran, le Ministère de l'éducation et de la culture lui a demandé de préparer un plan pour améliorer l'enseignement de la langue arabe dans les écoles iraniennes et la formation des professeurs d'arabe. Il a ensuite rejoint la Faculté des sciences théologiques, et a continué cette activité pour moderniser les études arabes au niveau universitaire, ce qui a entraîné l'écriture de l'ouvrage intitulé Dars al Loghah wal Adab (étude de linguistique et de littérature) en deux volumes publiés par l'Université de Téhéran en 1949 et 1951. Le livre continue à être enseigné dans les universités iraniennes. Il a été le vice-doyen de la Faculté de 1950 jusqu'à 1957, quand il a été envoyé de nouveau à Beyrouth pour établir le Département de la langue et de littérature persane à l'Université libanaise nouvellement créée. Ainsi il a présidé le Département pour les 10 années suivantes.
Pendant sa présence à l'Université libanaise, il a publié un magazine bilingue (persan et arabe) intitulé Al Derasat al Adabiyah (Études littéraires) qui demeure en cours de publication. Pendant cette période, il a écrit trois livres en arabe : (1) la traduction et la transcription du persan dans les premiers siècles islamiques - Livres de Taj et Ayeen, (2) Traducteurs et Transcripteurs du persan dans les premiers siècles islamiques, et (3) la littérature persane (ses rôles importants et ses éléments les plus renommés). Pendant ce temps, il a également servi en tant que conseiller culturel iranien au Liban. Il est retourné à Téhéran en 1968 quand il a été désigné doyen de la Faculté de théologie à l'Université de Téhéran, où il a créé le magazine littéraire Maghalaat va Barresiha (articles et recherches). Il est retraité du monde académique depuis 1979.

## Retraite
Pendant sa retraite, il a organisé plus de 40 années de recherche dans un ouvrage en 5 volumes : Culture et Histoire iraniennes au cours de la période de transition entre l’ère sassanide et l’ère islamique. Ce livre a été choisi comme le livre iranien de l'année 2013.

## Vie personnelle
Il a épousé Pari Mossavar-Rahmani en 1942. Ils ont eu trois enfants : Nasrin (1944-1999), Shahrokh (né en 1948), et Sousan (née en 1949). Il est décédé à Téhéran en 2002 à l'âge de 91 ans.

## Contributions
Le professeur Mohammadi a mis l'accent dans ses études sur la rupture de 250 ans dans l'histoire de littérature iranienne située entre l'effondrement de l'Empire sassanide au VIIe siècle de notre ère et la réapparition de la poésie persane au XIe siècle de notre ère. Il a réfuté la croyance générale dans une telle rupture et a affirmé que pendant la période de transition entre l’ère sassanide et l’ère islamique, la civilisation et la culture iranienne ont infiltré et affecté la vie arabe et islamique à travers les efforts des chercheurs et des administrateurs iraniens qui ont choisi de produire leurs œuvres dans la langue du Coran, donc l'arabe. Il a continué en décrivant pourquoi cette période de transition et les racines persanes de la civilisation islamique ont été obscurcies. De même, il a identifié la raison principale du ta'arib (ou l'arabisation), i.e. donner aux noms persans un format arabe afin que les racines des noms originaux seront oubliés, couvrir dans les livres d'histoire les événements et les contes relatifs aux migrants arabes seulement, ignorer la couverture de la vie des peuples non arabes présents dans les territoires iraniens, ou éviter les références aux sources perses et iraniennes dans les livres d'histoire arabes. Ceci est traduit par une obscurité progressive des manifestations de la civilisation iranienne dans les livres de références de la période de transition.